# Mein grünes Herz in dunklen Zeiten
Mein grünes Herz in dunklen Zeiten ist ein deutscher Dokumentarfilm von Ingo Schmoll aus dem Jahr 2020 über die deutsche Band Heaven Shall Burn.

## Handlung
Der Film zeigt von der Band kommentiert die Arbeiten an dem im März 2020 erscheinenden Doppelalbum Of Truth and Sacrifice. Er besteht hauptsächlich aus Interviews und Behind-the-Scenes-Aufnahmen. Neben dem Aufnahmeprozess werden die Bandmitglieder auch in ihren bürgerlichen Berufen gezeigt. So ist Sänger Marcus Bischoff Intensivpfleger, während Maik Weichert Doktorand und ewiger Student ist, der nebenbei noch eine vegane Imbissbude betreut. Neben der Band, die auch über ihre Jugend Auskunft gibt, werden auch die Arbeitskollegen sowie Tue Madsen vom Antfarm Studio und diverse andere Mitwirkende am Album befragt. Es gibt ebenfalls Aufnahmen vom Besuch der Band in Belarus, wo Dirigent Wilhelm Keitel einige Orchesterpassagen des Albums umsetzt, sowie vom Videodreh. Mit den Aufnahmen zum Doppel-Video Protector/Weakness Leaving My Heart endet die Dokumentation.

## Hintergrund
Ingo Schmoll begleitete die Band ein Jahr während der Aufnahmen zum im März erscheinenden Album Of Truth and Sacrifice. Die Premiere erfolgte am 18. Februar 2020 im CineStar Leipzig, wo auch die Band anwesend war. Der Film wurde am 19. Februar 2020 bundesweit sowie in Österreich im Kino gezeigt.
Der Filmtitel spielt auf die gesellschaftskritische Haltung der Band an.